# دریاچه سوان
دریاچهٔ سِوان (به ارمنی: Սևանա լիճ-سِوانالیچ) (به ترکی آذربایجانی: Göyçə gölü) دریاچه‌ای در ارمنستان است. این دریاچه و کرانه‌های آن از جاذبه‌های گردشگری ارمنستان به‌شمار می‌آیند.

## جغرافیا
دریاچهٔ سوان در ۶۰ کیلومتری شمال شرقی ایروان و در استان گغارکونیک قرار دارد. این دریاچه که بزرگ‌ترین دریاچهٔ قفقاز و از بزرگ‌ترین دریاچه‌های کوهستانی آب شیرین در جهان است، در بلندای ۱٬۹۱۶ متری سطح دریا واقع شده‌است.
نام سوان از ریشهٔ اورارتویی سیونا و به معنی «سرزمین دریاچه‌ها» گرفته شده‌است. حدود ۳۶ جویبار به این دریاچه می‌ریزند و تنها رودخانه‌ای که از سوان سرچشمه می‌گیرد رود هِرازدان است.
مساحت حوضهٔ دریاچهٔ ۵٬۰۰۰ کیلومتر مربع است و یک ششم مساحت کل ارمنستان را تشکیل می‌دهد.
از گردشگاه‌های پیرامون این دریاچه، چشمهٔ آب معدنی دیلیجان و شهرستانی به همین نام است. ماهی قزل‌آلای مشهوری به نام ایشخان (شاهزاده) بومی این دریاچه است.
از نکات جالب دربارهٔ این دریاچه می‌توان به ابعاد ۱۰ برابری دریاچه در قرن‌های ابتدایی شکل‌گیری آن اشاره کرد (۱۰ برابر بیشتر از حالت کنونی) و سن آن نیز بین ۲۵ تا ۳۰ هزار سال پیش تخمین زده می‌شود.

## اقتصاد
دریاچهٔ سوان در اقتصاد ارمنستان تأثیر بسزایی دارد. این دریاچه منبعی برای تأمین آب، تولید برق با هزینهٔ کم، ماهی‌گیری، گزینه‌ای مناسب برای تفریحات و گردشگری است که بخش زیادی از اقتصاد ارمنستان را تأمین می‌کند.

## نگارخانه

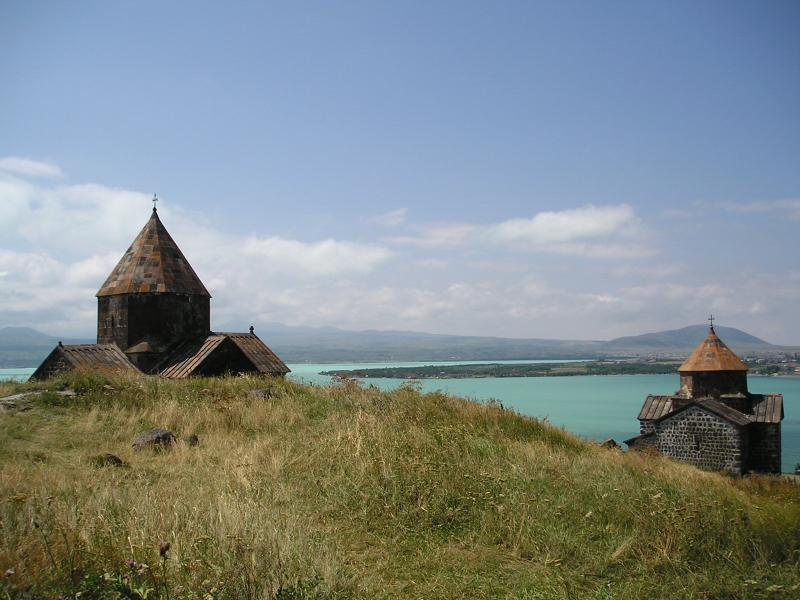
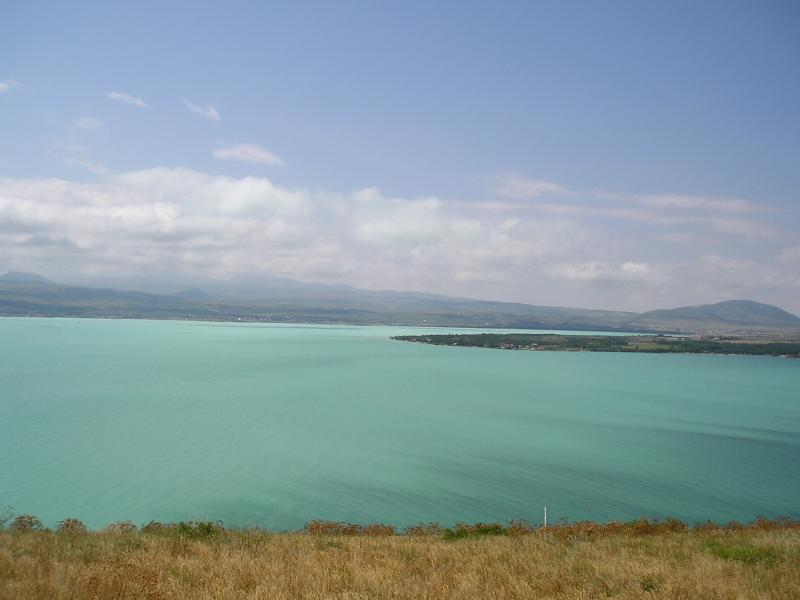
نمایی از شبه‌جزیرهٔ سوان
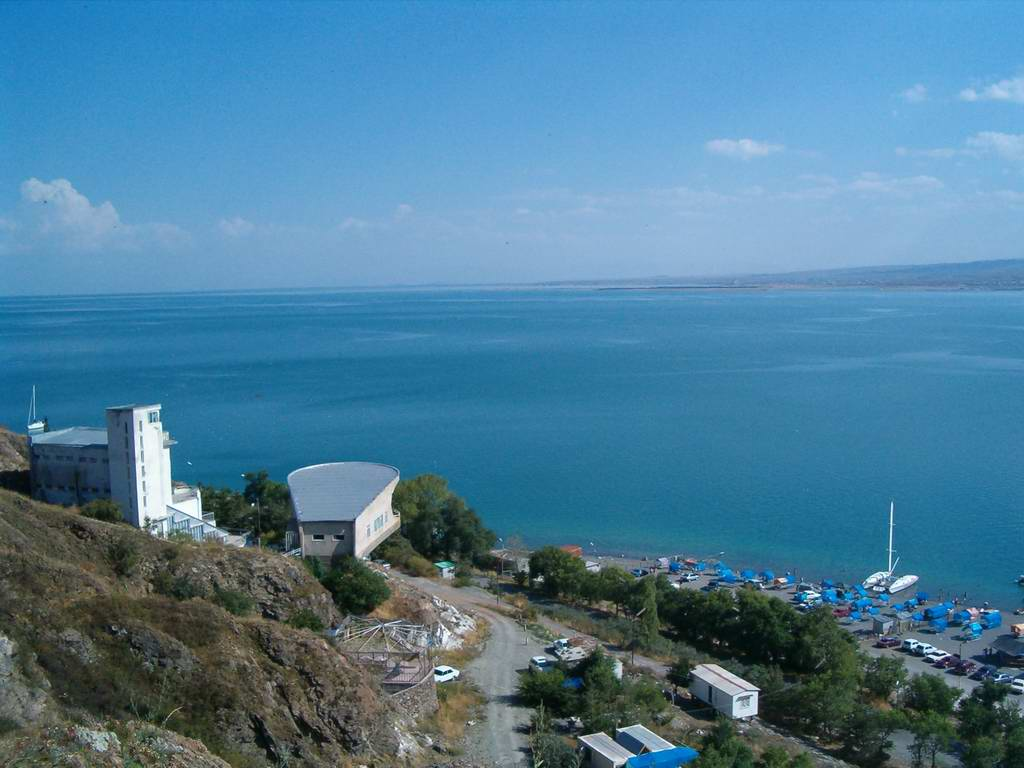
ساحل شبه‌جزیره سوان
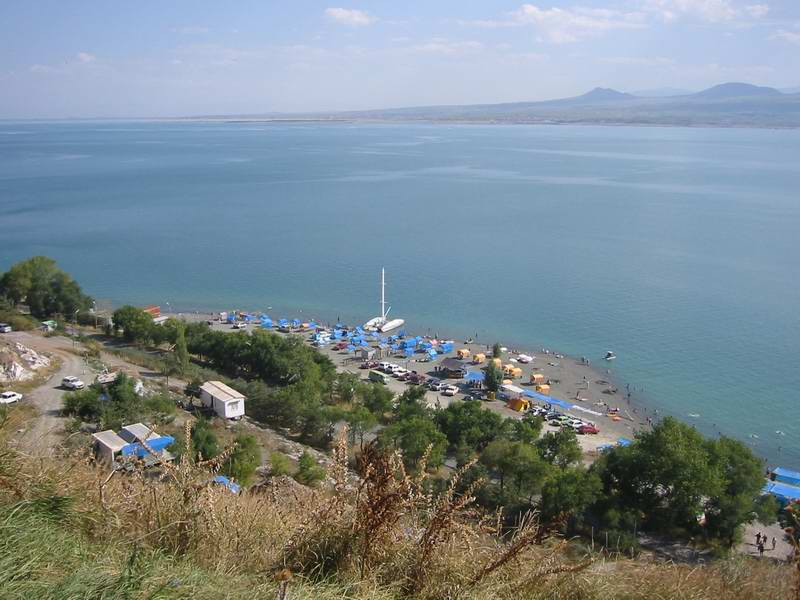
سواحل شنا
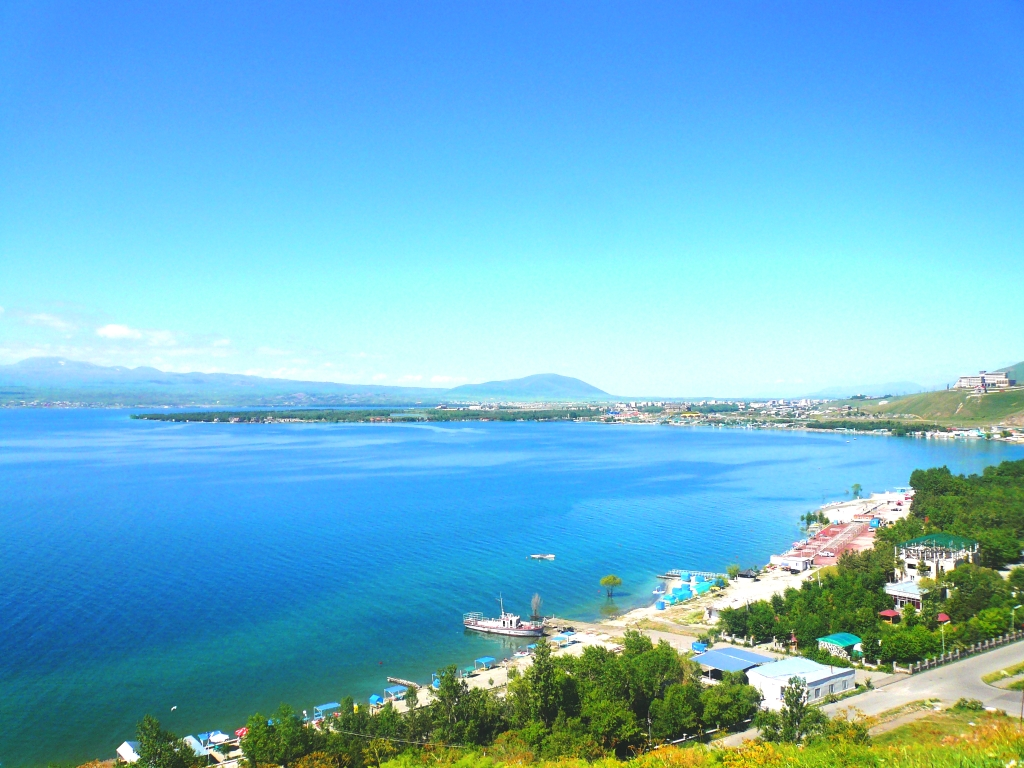
ساحل شهر سوان
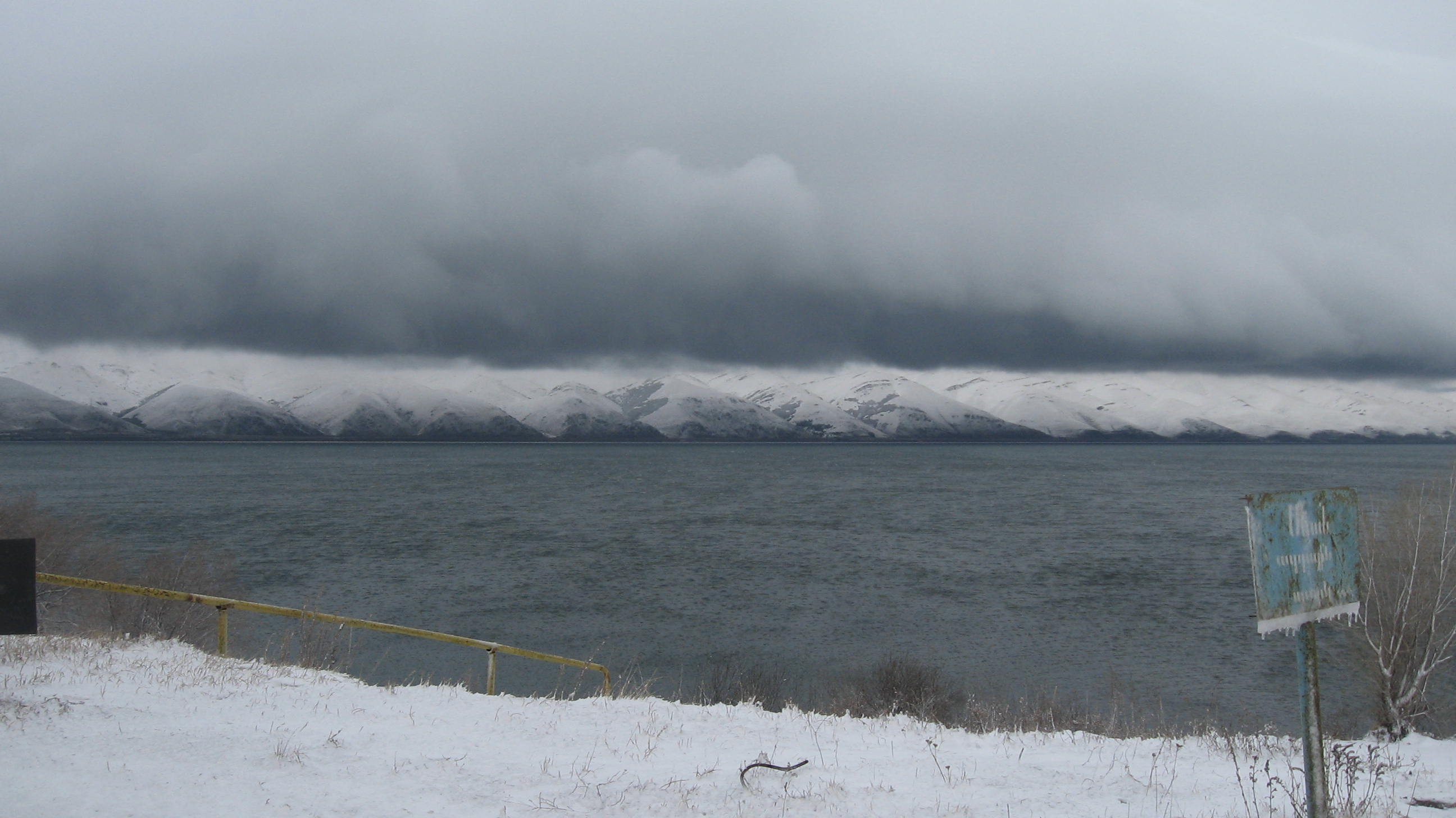
سوان در زمستان
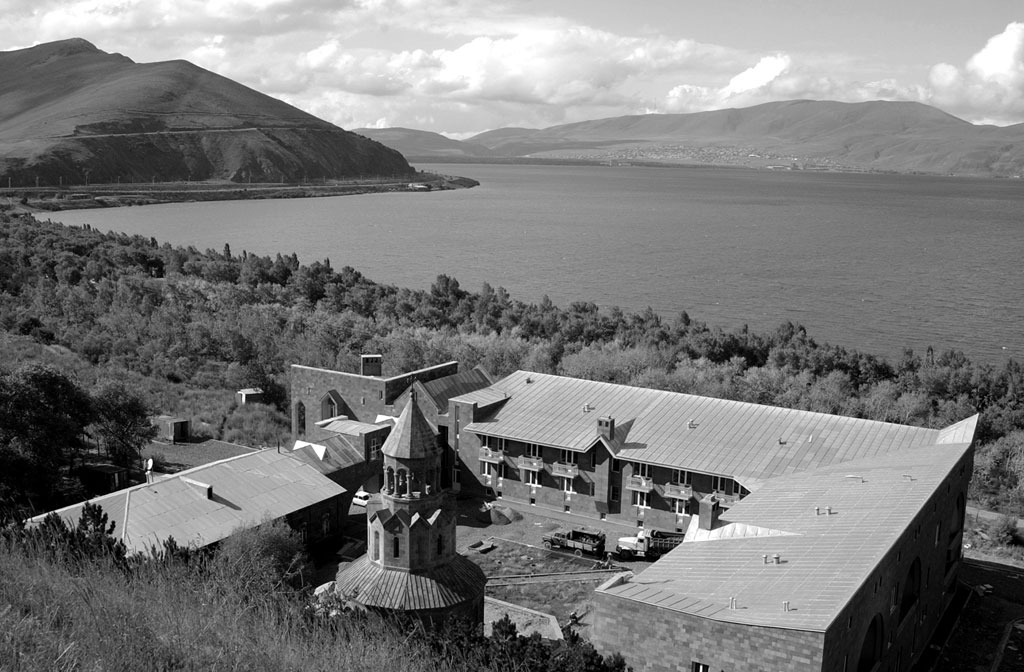
Vaskenian Theological Academy
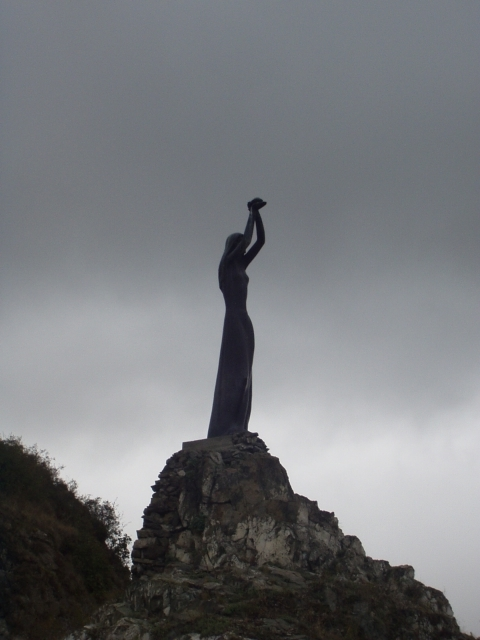
مجسمهٔ آختامار
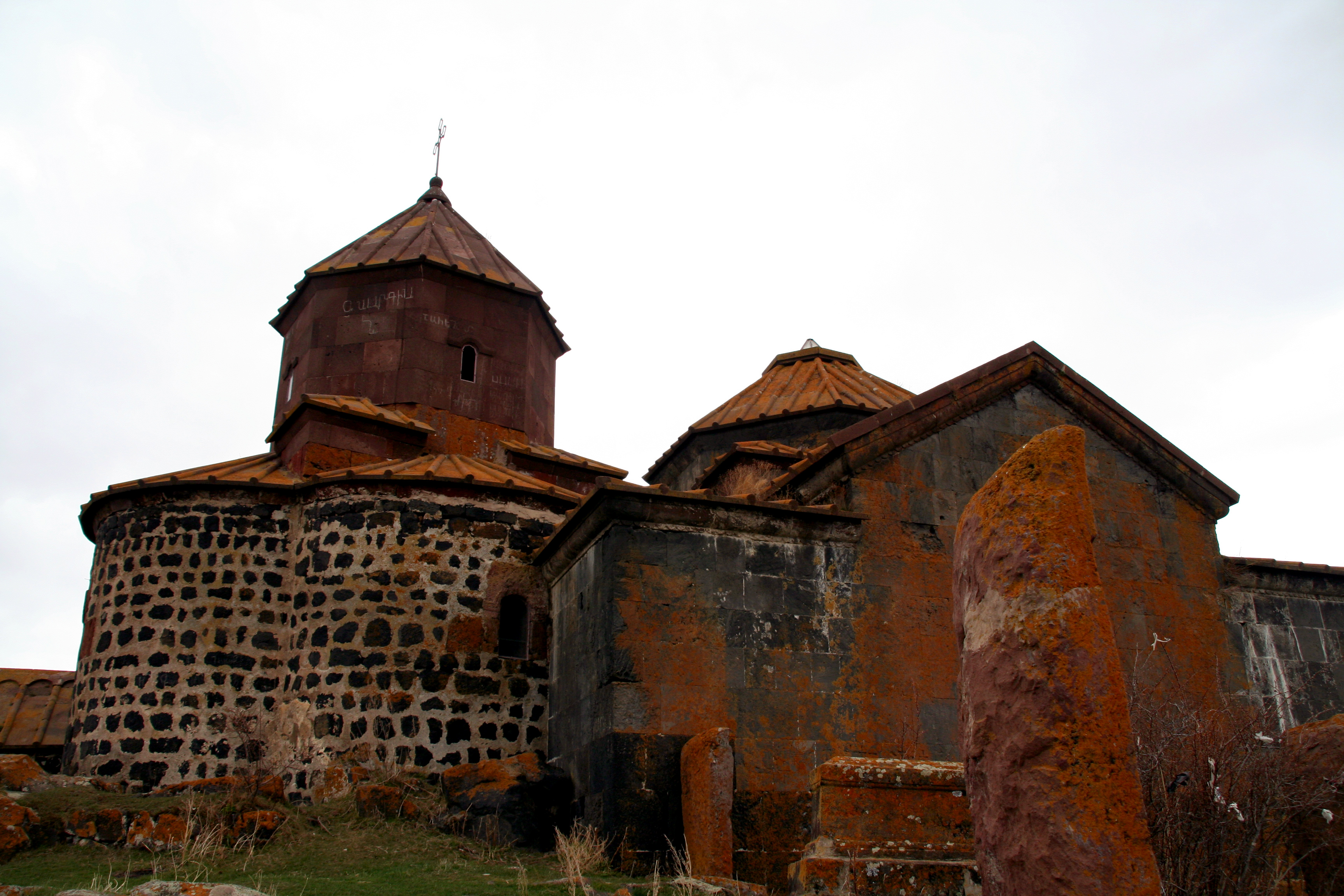
مجموعهٔ صومعهٔ هایراوانک
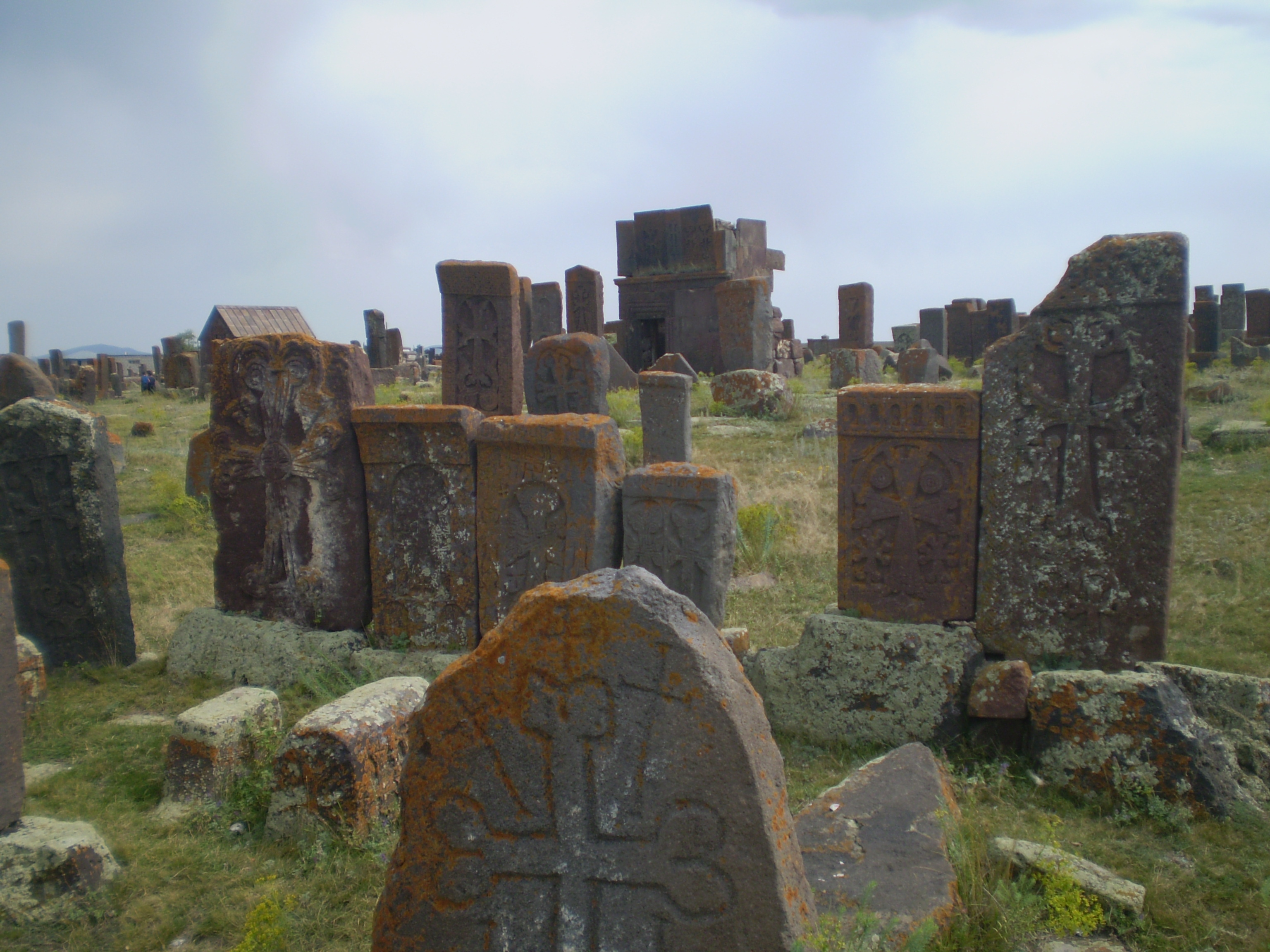
گورستان نوراتوس نزدیکی گاوار، بزرگ‌ترین گورستان موجود خاچکار
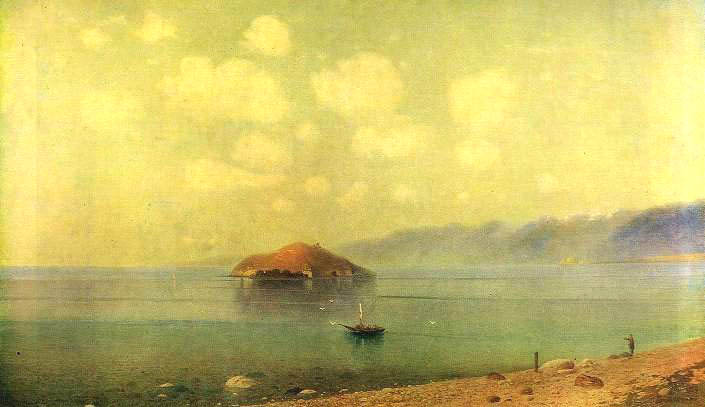
دریاچهٔ سوان هنگام طلوع اثر گوروگ باشینجاقیان (۱۸۹۴، موزهٔ هنر شرقی، مسکو)
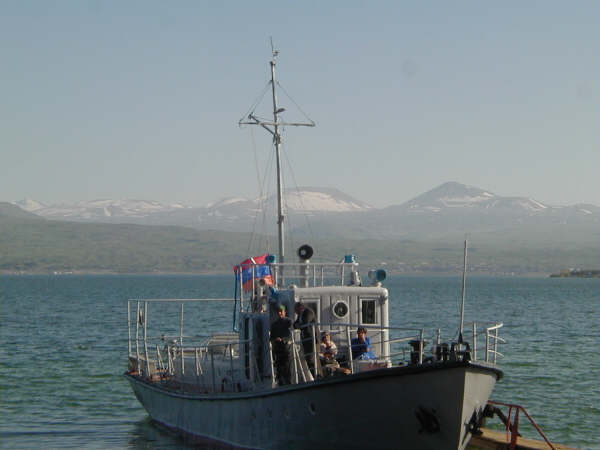